# Setaphis arcus
Setaphis arcus är en spindelart som beskrevs av Tucker 1923. Setaphis arcus ingår i släktet Setaphis och familjen plattbuksspindlar. Inga underarter finns listade i Catalogue of Life.